# Cosplay.hu
A Cosplay.hu Magyarország első  cosplay témájú weboldala és rendezvényszervezői csoportja.

## Története
A Cosplay.hu 2007. szeptember 26-án indult el Magyarország első cosplay témájú weboldalaként. Alapötletét a Cosplay.com adta, az alapítók célja az volt, hogy legyen a magyar cosplay iránt érdeklődőknek is egy galériákkal, blogokkal, fórummal egybekötött közösségi honlapjuk. Barkácsötleteket is tartalmaz, például hogyan lehet alapanyagokat házilag előállítani, segít a parókák elkészítésében és helyes viselésében, illetve a "Szabás-varrás" fül alatt rengeteg hasznos ötleteket mutat be az amatőr jelmezkészítõknek. Az oldalon a látogatók gyakran a hivatalos bejelentések előtt már értesülhetnek a legújabb con-os és egyéb animés rendezvényes hírekről, mivel a szerkesztőség tagjai maguk is aktív con szervezők, a Cosplay.hu főszerkesztője egyben Magyarország legnagyobb animés és cosplayes rendezvényének, a MondoConnak a társ-főszervezője.
A cosplay.hu weboldal felülete 2014-ben teljesen megújult, több új funkcióval bővült. A weboldalon több száz galériában közel 70 000 cosplayes fotó található. A Cosplay TV Youtube-csatornán megközelítőleg 2500 videót lehet megtalálni, a Cosplayes Blogrendszerben pedig közel 100-an vezetik az internetes cosplayes naplóikat, a Piactér lehetőséget nyújt a cosplay-es holmik adás-vételére.

## Rendezvények
A cosplay.hu csapata több rendezvényen is részt vett, mint szervező. Tavasszal és ősszel kerül megrendezésre a Cosplay.hu rendezvénye a Fantasy Expo, 1000-2000 fő részvételével. A program változó, általában – a cosplay mellett – van táncpad és karaoke, beszélgetés a con szervezőivel, anime piac, cosplay klubok, workshopok, gamer sarok és természetesen Cosplay verseny. A Fantasy Expo több rendezvény gyűjtőneve, mint a korábbi Cosplay Farsang, Cosplay Party, és az AnimePiac. A cosplay.hu szervezésében került megrendezésre az Animecon, a Sakuracon, a Holdfénycon, a MondoCon, az Animekarácsony, az Oszake, a MilloWeen és a PlayIT cosplayes részlege is.

## Kitsuko
Kitsuko a cosplay.hu mascot-ja. Az eredeti designt Mező Judit (Yuriko), Cseke Gabriella és Bernát Barbara (Nezumi) készítette, az újabb képek pedig Géczi Noémi (Mimi) alkotásai. A nevét egy pályázat során kapta.